# Lookout! Records
La Lookout Records (stilizzata come Lookout! Records) era un'etichetta discografica indipendente incentrata sul punk rock, inizialmente con sede a Laytonville, in California, e successivamente a Berkeley. Fondata nel 1987, l'etichetta è famosa per aver pubblicato l'unico album degli Operation Ivy, Energy, e i primi due album dei Green Day, 39/Smooth e Kerplunk. L'etichetta si è poi distinta nella pubblicazione di band pop punk, tra cui Rancid, Screeching Weasel, The Queers.
Dopo l'abbandono del co-fondatore Larry Livermore nel 1997, l'etichetta si è allontanata dall'originale "East Bay sound" dimostrandosi però incapace di eguagliare il successo iniziale. Nel 2005 sono sopravvenute difficoltà finanziarie dopo che diversi artisti di alto profilo hanno revocato i diritti sul loro materiale pubblicato dall'etichetta. Dopo un periodo di rapida contrazione, l'etichetta è lentamente decaduta, terminando le operazioni e rimuovendo la sua musica dai canali di distribuzione online all'inizio del 2012.

## Storia

### Origini
Durante l'autunno del 1984 Larry Livermore (nato Larry Hayes), un residente della piccola città di Laytonville in California con inclinazioni controculturali, sentì il bisogno di esprimersi sui problemi della sua comunità e del mondo in un periodico a tiratura limitata. Così nell'ottobre di quell'anno fu lanciata una fanzine a tiratura limitata chiamata Lookout, il cui primo numero fu dattiloscritto e fotocopiato con una "tiratura" di sole 50 copie. Emersero opposizioni ai controversi argomenti locali su cui si esprimeva Livermore e così si rivolse al tema del punk rock, uno stile musicale che aveva seguito alla fine degli anni '70.
Livermore iniziò a familiarizzare con la scena musicale punk in corso ascoltando il programma radiofonico Maximum Rocknroll (MRR), trasmesso settimanalmente da Berkeley e con la partecipazione di uno sceneggiatore di spicco e futuro editore di fanzine Tim Yohannan e dei suoi compagni. Livermore ha anche deciso di fondare una band, arruolando un vicino di casa di 12 anni per suonare la batteria, soprattutto per il nome punk rock che si era dato "Tré Cool". Cool sarebbe poi diventato famoso come batterista dei Green Day.
Dopo alcuni spettacoli mal frequentati nel 1985, Livermore portò la sua band, The Lookouts, in uno studio di registrazione locale per registrare le loro canzoni, con il risultato di un nastro demo di 26 canzoni. Iniziò anche a vivere part-time nella San Francisco Bay Area, dividendosi tra la città e la sua casa tra le montagne della contea di Mendocino.
I Lookouts iniziarono a suonare di più a San Francisco e Berkeley e iniziarono a sviluppare un seguito di fan ed a fare la conoscenza di altre band locali, incluso un gruppo melodicamente affine chiamato The Mr. T Experience. Una vibrante scena locale iniziò a solidificarsi, trovando le proprie fondamenta sul Gilman Street Project, un locale per tutte le età lanciato la notte del 31 dicembre 1986, ispirato, finanziato e coordinato dal popolare Maximum Rocknroll.
All'inizio del 1987 Livermore decise che era giunto il momento per The Lookouts di pubblicare un disco. Livermore ha scelto di intraprendere la strada dell'etica DIY per creare un album del genere, pubblicando autonomamente l'LP unico sotto "Lookout Records". Allo stesso tempo, le nuove band che emergono intorno alla vibrante sede di 924 Gilman Street, tra cui Operation Ivy, Crimpshrine, Sewer Trout, Isocracy e altri, sono state documentate per la prima volta dallo sceneggiatore locale David Hayes su un doppio 7 pollici di 17 canzoni. La compilation era intitolata Turn It Around, ed era pubblicata dalla Mordam Distribution per l'etichetta Maximum Rocknroll Records. Il duo avrebbe presto unito le forze come co-fondatori di un'etichetta permanente.

### Istituzione della Lookout Records
Sia Lawrence Livermore che David Hayes sono stati profondamente ispirati dall'energica scena punk rock della East Bay e hanno cercato di documentare ulteriormente le sue band principali. David Hayes inizialmente voleva fondare una nuova etichetta tutta sua, conosciuta come Sprocket Records, in vista di una prima uscita per la band Corrupted Morals. Livermore, editorialista di Maximum Rocknroll (MRR) che conosceva Hayes come un cosiddetto "lavoratore di merda" per la pubblicazione, convinse quest'ultimo che una partnership serviva per portare avanti il loro obiettivo comune. Poiché l'uscita di Livermore aveva un nome di etichetta controllato in modo indipendente, Lookout Records, mentre l'uscita di debutto di Hayes prendeva in prestito il noto moniker MRR, il nome precedente è stato scelto come nome dell'etichetta per le uscite del duo in futuro.
Secondo Livermore, il nome "Lookout" è stato scelto per la sua rivista e band e quindi l'etichetta da cui è nata è stata selezionata in riferimento alla torre di guardia antincendio del servizio forestale degli Stati Uniti su Iron Peak, il punto più alto nel quartiere rurale della contea di Mendocino di Livermore L'iconico logo "beady eyes" dell'azienda è stata la prima creazione di David Hayes, che ha anche gestito gran parte dell'artwork per le prime copertine e le copertine degli LP dell'etichetta.
Con il progetto Corrupted Morals di Hayes che andava avanti come LK-02, un EP da 7 pollici intitolato Chet, Livermore e Hayes lavorarono insieme per realizzare una terza uscita più tardi nel 1987. Questo sarebbe un altro EP da 7 pollici, un disco degli ska-punker Operation Ivy chiamato Hectic. Questa terza uscita si è rivelata un documento sonoro della band giusta al momento giusto, vendendo 1.000 copie in un mese.
Seguì la pubblicazione di quattro dischi in vinile da 7 pollici che uscirono contemporaneamente, incluse anche le pubblicazioni delle famose band 924 Gilman Crimpshrine (LK-04) e Isocracy (LK-05). Questa raffica iniziale di nuove uscite ha contribuito a consolidare il posto di Lookout come etichetta locale all'avanguardia per la scena punk di Berkeley.
Le "bande di Gilman" iniziarono a stringere amicizie tra di loro ea suonare insieme in altri luoghi lungo la strada. Un contatto importante è stato stabilito nella persona del quattordicenne Christopher "Chris" Appelgren, un residente della cittadina di Garberville, in California, che ha lavorato come volontario presso la stazione radio di quella comunità, la KMUD, e che aveva appreso della Lookouts Records e della fiorente La scena punk rock di East Bay attraverso le pagine della fanzine Lookout, distribuita nella zona. Appelgren aveva assistito a uno spettacolo tenutosi alla Humboldt State University di Arcata, in California, in cui avevano suonato alcune band della Lookout Records tra cui Operation Ivy, Crimpshrine, Isocracy e The Lookouts e qui aveva incontrato Livermore e Tim "Lint " Armstrong di Op Ivy - in seguito un membro di spicco dei Rancid. In poco tempo Appelgren si sarebbe recato a casa di Livermore a Laytonville per aiutare l'azienda, diventando il primo impiegato retribuito dell'etichetta.